# Lijst van Belgische deelnemers aan de Paralympische Zomerspelen 1964
Deze lijst van Belgische deelnemers aan de Paralympische Zomerspelen 1964 in Tokio, Japan geeft een overzicht van de sporters die zich hebben gekwalificeerd voor de Spelen.
| Paralympiër | Sport                  | Onderdeel                                  | Ervaring   |
| ----------- | ---------------------- | ------------------------------------------ | ---------- |
| Schelfaut   | Boogschieten Dartchery | Albion Ronde Klasse open Paren Klasse Open | Debutant   |
| Y. Alloo    | Tafeltennis            | Individueel Klasse C                       | 2de Spelen |